# Cathédrale latine Saint-Joseph de Bagdad
Pour les articles homonymes, voir Cathédrale Saint-Joseph.
La cathédrale Saint-Joseph, située à Bagdad, capitale de l'Irak, est le siège de l'évêque latin de l'archidiocèse de Bagdad.
Elle est parfois désignée comme cathédrale latine Saint-Joseph, afin d'éviter toute confusion avec la cathédrale de l'Église catholique chaldéenne, également dédiée à saint Joseph.

## Localisation
La cathédrale latine Saint Joseph et Sainte Thérèse de l’Enfant Jésus se trouve dans la capitale de Bagdad de coordonnées  33°18’34.0″N 44°26’05.0″E et 38 mètres d’altitude. Elle se trouve près de la rive orientale du Tigre. Plus précisément dans le quartier hay al Wahda, rue 42.

## Historique
La cathédrale a été construite en 1984 afin de remplacer un édifice plus petit datant de 1721. Cet édifice plus petit, était une grande salle dans un ensemble de bâtiments faits pour les activités culturelles de l’Église, plus connu sous le nom de Centre Culturel Chrétien et réalisé par les Pères Carmes.
Aux alentours de la cathédrale se trouve un grand jardin, au milieu duquel a été reconstitué une grotte de prière dédiée à la Vierge Marie ainsi qu’un espace de jeux pour les enfants. Près de la cathédrale, à sa droite, il y a une maison de retraite, la Maison de la Providence. À gauche de l’église il y a une salle des fêtes religieuses et sociales, la Salle Saint Joseph, construite et ouverte à l’époque de l’archevêque latin Paul Dahdah en 1998.

## Référence
1. ↑   « La cathédrale latine Saint-Joseph et Sainte-Thérèse de l'enfant Jésus », mesopotamiaheritage.org